# Női kormányos nélküli kettes evezés az 1992. évi nyári olimpiai játékokon
Az 1992. évi nyári olimpiai játékokon a evezés női kormányos nélküli kettes versenyszámát július 27. és augusztus 1. között rendezték a Lake of Banyoles-tón.

## Versenynaptár
| Dátum                       | Forduló  |
| --------------------------- | -------- |
| 1992. július 27., hétfő     | Előfutam |
| 1992. július 29., szerda    | Vigaszág |
| 1992. július 30., csütörtök | Elődöntő |
| 1992. augusztus 1., szombat | Döntő    |

## Eredmények
Az időeredmények másodpercben értendők. A rövidítések jelentése a következő:
- Q: továbbjutás helyezés alapján
- QA: az A-döntőbe jutott
- QB: a B-döntőbe jutott

### Előfutam
Az előfutamokból az első három helyezettek automatikusan az A/B elődöntőbe jutottak, a többiek a vigaszágra kerültek.
| Helyezés | Nemzet                                                                 | Idő      | Mj       |
| 1. futam | 1. futam                                                               | 1. futam | 1. futam |
| -------- | ---------------------------------------------------------------------- | -------- | -------- |
| 1.       | Egyesült Államok (USA) · Anna Seaton · Stephanie Maxwell-Pierson       | 7:40,19  | Q        |
| 2.       | Nagy-Britannia (GBR) · Joanne Turvey · Miriam Batten                   | 7:44,99  | Q        |
| 3.       | Egyesített Csapat (EUN) · Hanna Motrechko · Olena Ronzsina             | 7:53,89  | Q        |
| 4.       | Bulgária (BUL) · Violeta Zareva · Teodora Zareva                       | 8:03,55  |          |
| 5.       | Dél-Korea (KOR) · I Dzsenam (Lee Jae-Nam) · Kim Szongok (Kim Seong-Ok) | 8:33,76  |          |
| 2. futam |                                                                        |          |          |
| 1.       | Franciaország (FRA) · Christine Gossé · Isabelle Danjou                | 7:43,29  | Q        |
| 2.       | Lettország (LAT) · Liene Sastapa · Gunta Lamaša                        | 8:04,79  | Q        |
| 3.       | Románia (ROU) · Doina Șnep-Bălan · Doina Ciucanu-Robu                  | 8:10,03  | Q        |
| 4.       | Zimbabwe (ZIM) · Margaret Gibson · Susanne Standish-White              | 8:24,16  |          |
| 3. futam |                                                                        |          |          |
| 1.       | Kanada (CAN) · Marnie McBean · Kathleen Heddle                         | 7:41,19  | Q        |
| 2.       | Németország (GER) · Stefani Werremeier · Ingeburg Schwerzmann          | 7:43,60  | Q        |
| 3.       | Japán (JPN) · Óta Nobuko · Jamasita Mijuki                             | 7:55,16  | Q        |
| 4.       | Litvánia (LTU) · Violeta Lastakauskaitė · Violeta Bernotaitė           | 8:04,77  |          |

### Vigaszág
A vigaszág futamából az első három helyezett az A/B elődöntőbe jutott, az utolsó helyezett kiesett így összesítésben a 13. helyen végzett.
| Helyezés | Nemzet                                                                 | Idő     | Mj  |
| -------- | ---------------------------------------------------------------------- | ------- | --- |
| 1.       | Litvánia (LTU) · Violeta Lastakauskaitė · Violeta Bernotaitė           | 7:52,47 | A/B |
| 2.       | Bulgária (BUL) · Violeta Zareva · Teodora Zareva                       | 7:58,18 | A/B |
| 3.       | Zimbabwe (ZIM) · Margaret Gibson · Susanne Standish-White              | 8:07,93 | A/B |
| 4.       | Dél-Korea (KOR) · I Dzsenam (Lee Jae-Nam) · Kim Szongok (Kim Seong-Ok) | 8:15,42 |     |

### Elődöntő
| Helyezés | Nemzet                                                           | Idő      | Mj       |
| A/B      | A/B                                                              | A/B      | A/B      |
| 1. futam | 1. futam                                                         | 1. futam | 1. futam |
| -------- | ---------------------------------------------------------------- | -------- | -------- |
| 1.       | Egyesült Államok (USA) · Anna Seaton · Stephanie Maxwell-Pierson | 7:11,70  | QA       |
| 2.       | Franciaország (FRA) · Christine Gossé · Isabelle Danjou          | 7:12,35  | QA       |
| 3.       | Németország (GER) · Stefani Werremeier · Ingeburg Schwerzmann    | 7:14,71  | QA       |
| 4.       | Románia (ROU) · Doina Șnep-Bălan · Doina Ciucanu-Robu            | 7:29,94  | QB       |
| 5.       | Egyesített Csapat (EUN) · Hanna Motrechko · Olena Ronzsina       | 7:34,42  | QB       |
| 6.       | Zimbabwe (ZIM) · Margaret Gibson · Susanne Standish-White        | 8:04,73  | QB       |
| 2. futam |                                                                  |          |          |
| 1.       | Kanada (CAN) · Marnie McBean · Kathleen Heddle                   | 7:18,00  | QA       |
| 2.       | Nagy-Britannia (GBR) · Joanne Turvey · Miriam Batten             | 7:22,89  | QA       |
| 3.       | Bulgária (BUL) · Violeta Zareva · Teodora Zareva                 | 7:28,37  | QA       |
| 4.       | Litvánia (LTU) · Violeta Lastakauskaitė · Violeta Bernotaitė     | 7:30,54  | QB       |
| 5.       | Lettország (LAT) · Liene Sastapa · Gunta Lamaša                  | 7:37,18  | QB       |
| 6.       | Japán (JPN) · Óta Nobuko · Jamasita Mijuki                       | 7:40,48  | QB       |

### Döntők
| Hely.   | Össz.   | Nemzet                                                           | Idő     | Mj      |
| B-döntő | B-döntő | B-döntő                                                          | B-döntő | B-döntő |
| ------- | ------- | ---------------------------------------------------------------- | ------- | ------- |
| 1.      | 7.      | Románia (ROU) · Doina Șnep-Bălan · Doina Ciucanu-Robu            | 7:22,07 |         |
| 2.      | 8.      | Egyesített Csapat (EUN) · Hanna Motrechko · Olena Ronzsina       | 7:25,15 |         |
| 3.      | 9.      | Japán (JPN) · Óta Nobuko · Jamasita Mijuki                       | 7:26,51 |         |
| 4.      | 10.     | Litvánia (LTU) · Violeta Lastakauskaitė · Violeta Bernotaitė     | 7:29,24 |         |
| 5.      | 11.     | Lettország (LAT) · Liene Sastapa · Gunta Lamaša                  | 7:33,72 |         |
| 6.      | 12.     | Zimbabwe (ZIM) · Margaret Gibson · Susanne Standish-White        | 7:56,10 |         |
| A-döntő |         |                                                                  |         |         |
| Arany   | Arany   | Kanada (CAN) · Marnie McBean · Kathleen Heddle                   | 7:06,22 |         |
| Ezüst   | Ezüst   | Németország (GER) · Stefani Werremeier · Ingeburg Schwerzmann    | 7:07,96 |         |
| Bronz   | Bronz   | Egyesült Államok (USA) · Anna Seaton · Stephanie Maxwell-Pierson | 7:08,11 |         |
| 4.      | 4.      | Franciaország (FRA) · Christine Gossé · Isabelle Danjou          | 7:08,70 |         |
| 5.      | 5.      | Nagy-Britannia (GBR) · Joanne Turvey · Miriam Batten             | 7:17,28 |         |
| 6.      | 6.      | Bulgária (BUL) · Violeta Zareva · Teodora Zareva                 | 7:32,67 |         |